# 大崙湖
大崙湖位於台北市內湖區，加里山山脈之五指山山脈上，大崙頭山西南側，大崙頭產業道路旁。為一池半人工堰塞湖。當地居民稱之為埤仔湖，意指小水塘，為早期因應農業灌溉用水需求而挖填，現今周圍設有人工步道以供遊憩。

## 週邊景點
- 大崙頭山
- 大崙尾山
- 碧山露營場
- 白石湖吊橋